# A Mulher do Próximo
A Mulher do Próximo é um filme português de 1988, do gênero comédia, realizado por José Fonseca e Costa e com fotografia de Eduardo Serra.

## Elenco
- Carmen Dolores .... Cristina
- Virgilio Teixeira .... Antonio
- Mário Viegas .... Henrique
- Fernanda Torres .... Isabel
- Vítor Norte .... Manuel
- Catarina Santos .... Rosa
- Fernanda Borsatti .... Emília
- Carlos Gonçalves .... Undertaker

## Principais prémios e nomeações
- José Fonseca e Costa recebeu o prémio Colón de Oro no Festival de Cinema Iberoamericano de Huelva em 1988, na Espanha